# Tales from the Kingdom of Fife
Tales from the Kingdom of Fife je debutové album britsko-švýcarské power metalové kapely Gloryhammer. Album bylo vydáno 29. března 2013 u vydavatelství Napalm Records.

## Příběh
Ve fiktivním Skotsku 10. století, jak praví prolog (“Anstruther’s Dark Prophecy”), zlý černokněžník Zargothrax (Christopher Bowes - klávesy) dobude město Dundee svou armádou nemrtvých jednorožců (“The Unicorn Invasion of Dundee”). Princ království Fife, Angus McFife (Thomas Winkler - zpěv), se zapřisáhne za tohle pomstít ("Angus McFife"); v jeho snu se mu zjeví tři mocné artefakty, s jejichž pomocí může černokněžníka porazit. A vyráží na výpravu za jejich získáním.
Angus nejdříve vyrazí na sever pro první artefakt, magické válečné kladivo (“Quest for the Hammer of Glory,”), pak cestuje do Strathclyde, kde si ochočí zlatého draka (“Magic Dragon”). Inspirován vzpomínkami princezny McDougall, uvězněné Zargothraxem ve vězení z ledu (“Silent Tears of Frozen Princess,”), vydává se Angus k jezeru Loch Rannoch, kde vyloví z jeho hlubin Amulet Spravedlnosti (“Amulet of Justice”). Tímto získá všechny tři artefakty.
S pomocí rytířů z Crailu (“Hail to Crail”), Angus cestuje skrze Cowdenbeath (“Beneath Cowdenbeath”), aby se střetl se Zargothraxem v jeho pevnosti. Mezitím co rytíři bojují s černokněžníkovými temnými silami na bojišti Dunfermline, Angus a Barbarský válečník z Unstu (James Cartwright - basová kytara), za pomoci poustevníka Ralathora (Ben Turk - bicí), se proplíží tunely trpaslíků do pevnosti. Tam potkají Zargothraxe a v souboji muže proti čaroději Angus Zargothraxe porazí a uvrhne jeho nesmrtelné tělo do zmrzlého jezera tekutého ledu. Angus poté použije Amulet Spravedlnosti a tím osvobodí princeznu a zbaví jednorožce jejich prokletí, obnoví tak vesmírnou rovnováhu Království Fife. (“The Epic Rage of Furious Thunder”)

## Seznam skladeb
1. Anstruther's Dark Prophecy
2. The Unicorn Invasion of Dundee
3. Angus McFife
4. Quest for the Hammer of Glory
5. Magic Dragon
6. Silent Tears of Frozen Princess
7. Amulet of Justice
8. Hail to Crail
9. Beneath Cowdenbeath
10. The Epic Rage of Furious Thunder

Heroic edice
1. Wizards![2]

## Obsazení
- Thomas Winkler (princ Angus McFife) – zpěv
- Christopher Bowes (černokněžník Zargothrax) – klávesy
- Paul Templing (Proletius - není v tomto příběhu) – kytara
- James Cartwright (barbarský válečník Hootsman)– basová kytara
- Ben Turk (poustevník Ralathor) – bicí

### Hosté
- Marie Lorey – ženské vokály